# Rogelio Barriga Rivas
Rogelio Barriga Rivas (Tlacolula de Matamoros, Oaxaca; 15 de marzo de 1912 - Ciudad de México, 9 de enero de 1961) fue un escritor mexicano. Escribió su primera novela La guelaguetza en 1947 y La mayordomía, ganadora del premio Lanz Duret, en 1951.
Algunas películas inspiradas en sus obras son Ánimas Trujano (Mayordomía) con el actor japonés Toshiro Mifune, Si yo fuera diputado con Cantinflas y Cárcel de mujeres.
- Datos: Q7357712